# Just (singolo)
Just è un singolo della band inglese dei Radiohead, pubblicato il 7 agosto 1995; è la settima traccia del loro secondo album, The Bends.
Il frontman dei Radiohead, Thom Yorke ha scritto il testo della canzone a proposito di un suo amico narcisista, che trapela chiaramente dalle figure retoriche adottate nel testo. La musica fu composta in coppia da Jonny Greenwood e lo stesso Yorke, il quale ha dichiarato che il pezzo costituisce una sorta di sfida fra lui e Greenwood per vedere chi dei due riusciva a inserire più accordi in una canzone. La canzone è anche famosa per il particolarissimo assolo eseguito da Greenwood; il giro di chitarra è considerato da alcuni un omaggio alla band post-punk dei Magazine, uno dei gruppi che ha più influenzato l'opera dei Radiohead.
Nel Regno Unito il singolo è uscito in due versioni, contenenti tracce differenti; i colori delle due copertine sono inveriti e la versione statunitense del singolo adotta la copertina del secondo album.

## Video musicale
Il video musicale relativo al singolo è stato diretto da Jamie Thraves, scelto dalla band dopo aver visto molti suoi cortometraggi sperimentali. È stato girato vicino a Liverpool Street Station, a Londra, e alterna spezzoni dei Radiohead che suonano la canzone in un appartamento a scene di un uomo di mezz'età che si sdraia in mezzo a un marciapiede. Alcuni cittadini cominciano ad adunarsi preoccupati intorno all'uomo, pensando stia male, mentre il gruppo assiste alla scena dall'appartamento in cui suona il brano. La conversazione (sottotitolata) si fa sempre più accorata e finalmente l'uomo sembra deciso a rivelare il motivo per cui ha deciso di sdraiarsi in mezzo a un marciapiede; la telecamera zoomma sulla bocca dell'uomo ma le sue parole non sono sottotitolate. Quando l'inquadratura si allontana dal viso dell'uomo rivela un tappeto di persone sdraiate sul marciapiede, proprio come l'uomo in questione.
I componenti del gruppo non hanno ancora rivelato quali fossero le parole effettivamente pronunciate dell'uomo e Jamie Thraves ha affermato che «rivelare le parole smorzerebbe il loro impatto, e probabilmente farebbe venir voglia anche a voi di sdraiarvi in mezzo alla strada». Voci di corridoio affermano che l'uomo dica «down is the new up» («il fondo è la nuova vetta») o «Radiohead are at the window» («i Radiohead sono alla finestra»); molti sostengono che la cosa realmente importante non sia tanto il motivo per cui l'uomo si è sdraiato sul marciapiede, ma il fatto che la folla spinga l'uomo a dir loro ciò per cui tutti si stenderanno poi a terra, cioè che si siano costretti da soli in quello stato (come messo in evidenza dal testo della canzone). In virtù di questa tesi, molti sono convinti che né la band né il regista abbiano mai avuto nulla di particolare in mente da far pronunciare all'uomo, in quanto non è quello il fulcro del video.

## Riconoscimenti
Nel maggio del 2007, la rivista New Musical Express ha posto Just al 34º posto fra i 50 migliori inni indie di sempre.

## Tracce

### CD 1
1. Just - [3:54]
2. Planet Telex (Karma Sunra mix) - [5:23]
3. Killer Cars (Mogadon version) - [3:50]

### CD 2
1. Just - [3:54]
2. Bones (Live at the forum) - [3:14]
3. Planet Telex (Live at the forum) - [4:07]
4. Anyone Can Play Guitar (Live) - [3:40]

## Classifiche
| Classifica (1995) | Posizione massima |
| ----------------- | ----------------- |
| Regno Unito       | 19                |